# 臺灣農民組合
臺灣農民組合起源於鳳山農民組合，由於簡吉協助了鳳山農民組合的抗爭，故被推為組合長。之後他又協助成立了「臺中大甲農民組合」、「雲林虎尾農組支部」、「臺南曾文農民組合」、「嘉義農組支部」。

## 農組的成立
由於受到了社會主義的 全日本農民組合連合会、日本労農党 所影響，1926年6月28日，簡吉與各地共十人的代表，在鳳山招開了「各地方農民組合幹部合同協議會」，討論將各地的農民組合集結起來，成立串連全島的組織，以得團結互助之力。簡吉、黃石順提議成立「臺灣農民組合」，結果無異議通過。1926年9月台灣農民組合成立，由簡吉出任中央委員長，並將會址設於鳳山街縣口350番地。
到1926年11月底為止，總督伊澤多喜男及總務長官後藤文夫以「預約賣渡許可」的名目而把全台除了澎湖以外的官有地3886多甲(實際上有些是本來就有農民耕作的土地)賤賣給有意在台灣住的日本人退職者370人，其中台中州面積最大，其次為台南州、新竹州、高雄州、台北州、花蓮港廳和台東州。而抗爭事件的規模最大的是台中州大甲郡大肚庄、台南州虎尾郡崙背庄、高雄州鳳山郡大寮庄。
臺灣農民組合第一屆幹部名單如下：
- 中央委員長：簡吉
- 中央常任委員：簡吉、陳連標、黃石順
- 庶務部長、財務部長：陳連標
- 教育部長、調查部長：簡吉
- 爭議部長：黃石順

1927年9月中央常任委員改選，名單如下：
- 簡吉－組織部長 台南州駐在
- 陳德興－教育部長 台南州駐在
- 謝財神－爭議部長 台中州駐在
- 黃石順－調查部長 新竹州駐在
- 黃信國－財務部長 台南州駐在
- 趙港－統制部長 本部駐在
- 侯朝宗（後改名劉啟光）－庶務部長 本部駐在
- 陳培初－顧問書記 名古屋律師事務所駐在
- 陳結－本部及法律事務所助理

1927年12月4日，農組在臺中市樂舞台招開了「農民組合第一次全島大會」，做出了新的幹部安排：
- 中央委員長－黃信國
- 中央常任委員－簡吉、趙港、謝財神、陳德興、楊貴

並將會址移至麻豆德安醫院（黃信國的私人診所）

## 農組－臺灣馬克思主義的先鋒隊
農組的創立本身就是受到了社會主義性質的日本勞農黨、日本農民組合所影響，故其誕生之際即思想左傾。
在簡吉的公開演講中常常明白地表示出對馬克思主義的支持，比方說在農組第一次全島大會上〈促進工農結合〉的提案理由中：
|  | 瀕死的日本資本主義為了保持他們的殘喘，必然會與「絕對專制政治勾結」，對殖民地或半殖民地採取苛烈搾取，……依照馬克思主義指導支持無產階級之方法，宜代之於解決農民問題之方針。因此，我們應奮發促進工農結合之實施。 |

當謝雪紅自上海被捕遣送回臺時，簡吉等農組幹部亦主動前往接觸，在謝雪紅的口述傳記《我的半生記》中有如下記載：
|  | 他們都知道臺灣共產黨已經誕生了，也曉得我到過蘇聯留學，在他們面前我也不否認這些事實。我認為他們來找我並不是要找我個人而已，而是有意識地希望接受黨的領導的；我也意識到自己在臺灣是舉著無產階級革命旗幟的旗手；因此，他們對我們歡迎，即表示擁護黨、擁護無產階級革命的。 |

因此農組並不是像日本人在《警察沿革誌》中所述的，「遭到共產黨赤化」，而是一支本來就信奉馬克思主義的農民戰鬥隊伍。台灣農民組合重要領導人簡吉，曾在1928年夏天與日本共產黨東京特別支部成員林兌、台灣共產黨員謝雪紅取得聯繫，並在同年11月底， 與謝雪紅、林兌等人共同指導台灣農民組合第二次大會，試圖強化台灣共產黨對台灣農民運動的影響力。

## 農組的發展
農組成立後於昭和2年(1927年)、昭和3年(1928年)兩年間，發起多次的農民集體抗爭，如南投郡山本農場抗爭、彰化郡新高製糖所有地抗爭、苗栗郡臺灣拓殖製茶會社土地抗爭等，鼎盛時期有兩萬名會員。
日本政府忌憚於力量迅速成長的農組和台共，採用的鎮壓手段越來越嚴厲，以圖摧毀其生存空間，1928年12月30日的農組第二次全島大會甚至被殖民政府強制解散，簡吉等8人亦遭到檢束（日本警方可利用「檢束」任意將人拘留20天，不列入前科、不需送法院，20天內警察常常嚴刑拷打、侮辱虐待，以獲得資訊或摧毀對方意志。）。在嚴峻形勢的壓力下，臺灣農民組合也與臺灣文化協會一樣，經過激進派與穩健派的路線之爭後，由親臺灣共產黨、目標明確的激進派掌權，行動更加地趨向激烈化。後來歷史證明，當激進派遭到消滅後，缺乏抗壓性的穩健派也立刻被殖民政府快速簡單地消滅了。
※ 從日治時期到後來的國民政府時代，都不是民主的社會，民眾的抗爭運動是不被容許的話題，因此過去在抗爭失敗後，民眾也不太敢說出這些歷史，於是很多事情並沒有留下紀錄，只剩關係人的口述資料，日治時期因為許多知識份子被殺、被補、逃亡，隨後國民政府來台後的228事件中，許多知識份子也被殺害或逃亡到世界各地，臺灣的歷史遂散落到海外，而因為白色恐怖的關係，許多人即便了解過去的歷史卻不敢說，導致歷史更加斷裂：日治時期農民運動的重要領導人物簡吉於1950年被槍決後，對於農民運動始末最為了解的人已經不在，直到現在許多老一輩都走了，約略知道農民運動的人物更所剩無幾。

## 農組大事記
1927年九月份農民組合進行改組，趙港改任統制部長（駐本部-指臺南州曾文郡麻豆街）。十月份，古屋貞雄律師指導下農組計畫召開「反對種作物扣押、入內禁止」的農民大會，故於新竹州中壢、台中州大甲、台南州麻豆、高雄州鳳山等支部都針對這件事召開農民大會，並將陳情書、決議文以及取締該大會屬不當的抗議書寄給相關官署和總督府，而那天各地的會議都受到地方政府的阻止和壓制。10月15日，台灣農民組合向上山總督滿遞交對於取締的抗議書，抗議台灣總督府下令給地方官憲以解散、停止、檢束等手段壓制農組各地於12日齊開的會議。

### 第一次中壢事件（1927）
1927年11月6日，拓植公司又想對二期作提出假扣押，向法院聲請對收割前的稻穀強行查封，受到中壢農民反抗，由趙港等領導農民抗爭，新竹州中壢郡樹林子和三座屋部落的農民成群在現場阻礙假扣押進行，甚至使用棍棒而攻擊到公司職員，約六百名農民包圍襲擊中壢新坡警察派出所，警察逮捕黃石順、謝武烈、楊春松、黃又安、趙港等八人，是為「第一次中壢事件」。11月7日，黃石順、謝武烈、楊春松、黃又安等農組幹部因預備在各地舉辦演講會被檢舉，隨後政府派23名警官擔任警備，在執行假扣押，但附近60位農民帶鐮刀、鋤頭、棍棒來阻止，現場又有200多位農民前來支援。11月9日時農組到中壢集合後選出謝進來和彭金源、李根樂為代表，對檢舉一事質詢，當時有70多位農民聚集到郡公所，現場又被檢舉10人。直到11月10、11日在162位警察官保護下才完成假扣押，隨後警方以騷擾和公務執行妨害檢舉83人並移送檢察局，把其中41人起訴轉送預審，其中33人被處有期徒刑。
第一次中壢事件後，桃園、中壢兩支部遭到解散，但中壢支部素以團結鬥爭聞名全島，農組本部的簡吉、趙港等設法喚起輿論、策劃支部復活。

### 第一屆全島代表大會（1927）
1927年12月4日，台灣農民組合在台中市初音町樂舞台召開「第一屆全島代表大會」，參加者有全島二十三個支部代表、一百五十五人、600多人旁聽、50位來賓，來賓有：左傾的文化協會代表連溫卿、王敏川、蔡孝乾、洪石柱，台灣民眾黨代表盧丙丁，東京台灣青年會（社會科學研究部）代表黃宗堯、無產青年代表賴通堯等。當日除「日本農民組合」中央委員長山上武雄自大阪前來，「日本勞動農民黨」幹部古屋貞雄亦從朝鮮回臺與會，「朝鮮新韓會」、「日本農民組合」、「日本勞動農民黨」、「大阪朝鮮勞動組合」等國際友好團體，亦紛致賀電以表祝意。
現場趙港報告台灣農民組合發展經過，在論及土地問題時，因涉及批評日本帝國主義而遭到在場警察的取締，被迫中止講演，於是改由侯朝宗繼續報告，旋即又受干擾，大會在當天下午兩點被警察命令解散引發眾怒，當晚臨時召集聽眾一千餘人舉行示威演講會。經過山上武雄、古屋貞雄等幹部五人向台中州警務部長交涉的結果，12月5日上午九時五十五分重新召開大會，古屋貞雄律師先做各項指導以避免又被要求解散會議，於是農組成員都有共識後開始開會，通過了十七件議案，選出新中央委員及其他幹部等，完成第一屆大會。
1928年（昭和三年）2月3日，農民組合在台中市榮町事務所召開中央委員會，出席者有陳結、謝進來、趙港、陳海、張行、柯生金、陳培初、楊貴、侯朝宗、簡吉、陳德興、陳崑崙、蔣清江、尤明哲、葉氏陶、陳海為議長，選舉特別活動隊人選包括：陳結、謝進來、趙港、柯生金、楊貴、簡吉、陳德興、陳崑崙、蔣清江、尤明哲、葉氏陶、呂德華。

### 農組與台灣共產黨合作（1928）
1928年6月謝雪紅回到台中，農民組合幹部簡吉、趙港、楊春松、楊克培等人相繼去拜訪她。簡吉和趙港認為農民運動缺乏幹部，提議舉辦青年幹部訓練班。
1928年6月14日第一次中壢事件於臺北地方法院第一次開庭審議，當時記者旁聽席只有臺灣日日新報可在場，臺灣民報與大眾時報不得在場。
1928年7月17日，由於農組認為第一次中壢事件警方對農組的取締不當，故簡吉、趙港、張行、郭發、彭阿棟、楊春松、陳昆崙、侯朝宗、蔡孝乾等人到總督府求見總督，最後向秘書官平島和新竹州知事和新竹州知事遞交抗議書，內容提到地主的貪婪，「非但一粒租金都不減，還要強行加租，農民不接受就要收回土地，於是農民為了生存而設立農民組合對這些不管社會國家而只圖私利的兇惡地主鬥爭，不是理所當然嗎？而台端(總督府)為了擁護地主的剝削而欲撲滅此一正當運動，卻在我們頭上施以狂暴的彈壓啊」！除此之外並要求調查取締的實情，以免發生不當措施，抗議書中更提出5月到7月發生種種取締暴壓的事，並表達對於政府不了解農民運動甚至把農民永遠繫於搾取的鐵鏈上、有殘殺無產農民的陰謀，農民難以緘默，所以要提出抗議。當天晚上八點農組則於大稻埕文化講座召開大會演講關於訪問總督府之過程。

### 第二次中壢事件（1928）
1928年8月9日眾多不屈不撓的農民在農組幹部簡吉、趙港和楊春松的動員下，又重新團結起來，當時簡吉召集組合員於中壢支部辦事處並宣佈重整支部工作，總部也動員到中壢和桃園鼓勵農組成員復起，上午九點於中壢支部事務所召集組合員多人，掛出原拿下的招牌，重選支部長和其他幹部。但政府也派出警部補和16個警察官，把張道福和其他4位農民傳喚到新坡派出所，但200位農民也跟著到派出所境內，誹謗警察還投石，而警方認為這是趙港和張道福和其他35人指揮的，遂把他們以違反處罰暴力行為等有關法律以及公務執行妨害罪加以檢舉，並令群眾解散，此為第二次中壢事件。。
1928年8月14日農組本部派趙港、侯朝宗、古屋律師要北上向總督府河原田總務長官表達抗議，但因河原田忙於會議，遂與小林保安課長見面。
1928年7-8月間，趙港也帶謝雪紅去大肚，謝說臺灣農民組合大肚支部還經營過供銷合作社。
1928年9月臺北地院針對第二次中壢事件刑事開庭，進行律師辯論。
1928年9月28日到間，透過謝雪紅成立的社會科學研究部，臺共和臺灣農民組合建立合作關係，隋後簡吉、趙港、楊克培、葉陶、簡娥、張道福、林樑材都加入臺共。
1928年10月謝雪紅去台北準備開國際書局。
1928年10月11日，第一次中壢事件公判，1人無罪，1人罰金罪，其他被判徒刑。
1928年12月17日，大肚地區新地主張進江和潘克莊派出多名臨時工人、耕牛進行耕鋤，想直接奪回土地，農民起初兩、三天雖進行阻撓，但因為警察積極取締，農民最後態度也軟化，遂分別和新地主簽訂租佃契約，大肚庄的土地爭議遂告一段落。

### 二一二事件（1929）
1929年（昭和四年）
1929年2月12日，天未亮時特別高等刑事課（簡稱為特高課）為了證明有無臺共介入其內，利用「違反出版法規」的罪名，同時在全台灣三百處的台灣農民組合機構進行突擊搜查並加以逮捕，台北、新竹、桃園、台中、彰化、台南、高雄各地，農民組合的本部支部以及關係團體與主要幹部的住宅等處盡被搜索，沒收「證據品」達二千餘件，沒有一件是與台共有關，正式逮捕59人，其他遭受池魚之殃而扣押300餘人，以違反「台灣出版規則第十七條」為藉口勉強把十二人處刑。
農民組合幹部包括簡吉等人被捕後，使地方各支部活動減少或停止，組合員也減少由原來的11410人減為9369人，有些溫和派份子離開農民組合，大部份組合幹部卻無視險惡的環境，再接再厲，簡吉入獄一年，謝雪紅則於3月1日被釋放。
繼之，日本官警在各地農村撒下天羅地網，繼續搜捕尚未抓到的農組幹部，並恐嚇威脅農民退出農組。一時之間，農組的陣營陷於混亂之中，勢力發展如日中天的台灣農民組合遭到了空前未有的全面鎮壓，此為「二一二事件」。
同一日，第二次中壢事件被檢舉者預審終結，22位被判有罪，3位免起訴。
1929年6月18日（19日臺灣日日新報報導），趙港中壢事件（應是第二次中壢事件）公判續開，以違反暴力行為處罰法審理。
1929年7月13日，臺北地院針對襲擊新坡派出所一事開庭公審趙港等22人，趙港最後被判無罪，14人被判3到6個月的刑期(有緩刑)，8人無罪結案。由於二一二事件造成許多農組幹部被捕，於是趙港便積極著手農民組合的重建工作，他出獄後將共產主義主張帶入農組，農組漸趨左傾。
1929年7月30日，川村竹治總督退任前，恢復中止一時的官有地放領，將土地 70 餘筆轉讓給日本退官及企業。
1929年11月，趙港、簡吉開設「農民組合台北出張所（分處）」，擬以做為法庭鬥爭的據點及中央幹部的會合中心。
1929年12月5日，農民組合在台北出張所召開了一次臨時中央委員會，會中決定由楊春松接替黃信國為臨時中央委員長，中央委員有12人：簡吉、楊春松、張行、陳德興、趙港、陳崑崙、蘇清江、侯朝宗、陳結、林新木、顏石吉、周渭然；中央常任委員五人：簡吉、楊春松、張行、陳德興、趙港。同時審議並通過趙港草擬的新行動綱領，即「農民組合行動綱領」，這是針對日本帝國主義嚴酷的壓迫下，所設計的27條具體鬥爭方案。這個新的行動綱領，祕密地由中央分發至各州支部聯合會，再分別送到各地支部，各地再分別舉行小組會議解說行動綱領及討論具體實踐的辦法。
1929年12月6日，農民組合台中本部宣言書違反出版法事件二審判決，簡吉等十名有罪。
1930年（昭和五年）
1930年11月15日，《臺灣民報》二版報導，〈退官者的拂下地大多被臺灣人收買〉。
1930年11月20日，21日兩天中台共秘密會合於高雄州東港郡新園庄，召開「中央常任委員會」農民組合幹部會議，參與者有：陳崑崙、趙港、湯接枝、顏石吉、簡氏娥、陳結等，在會中決議置農民組合為台灣共產黨領導旗幟下的大眾團體（外圍組織），以合法的農民組合為掩飾，進行擴大秘密組織。
1931年（昭和六年）
1931年1月1日晚上9點到，在嘉義郡竹崎庄召開農民組合「中央委員會擴大會議」，出席者有陳德興、張行、湯接枝、趙港、陳崑崙、簡吉、顏錦華、姜林小、黃在發、陳文質、陳結、尤份、黃石順、謝少塘、顏石吉等十五人，旁聽者嘉義支部的林巃、陳楠、林層、劉運陣、林切等五人。由顏石吉為議長，姜林小為副議長，陳崑崙為書記長，陳結為書記。在會議上通過議案十七件，其中正式通過中央常任委員會提出的「支持台灣共產黨」議案，於是台灣農民組合即名符其實成為在台共領導下的團體。

### 官方肅清台共行動，農組解散（1931）
1931年6月和11月日本發動兩次大逮捕，欲肅清臺共。
1931年3月24日警於大稻埕陳春木住所(上奎府町一丁目二十九番地)逮捕陳春木、趙港等人並搜得一些台共文書，如「改革同盟成立文件」、「文化協會解消問題」、「台灣運輸工會組織文件」、「台灣運輸工會運動方針」等數十項，據臺灣日日新報報導，北署特高在現場欲找臺共相關文書證據時，趙港立刻吞下部分文書，據鍾逸人所述，趙港吞下的是臺共名單。趙港被捕後沿街大呼共產萬歲，當時尚有陳德興在場但僥倖逃脫，陳德興沒有多久在4月9日也被捕於高雄。自趙港被捕以來，農民組合及文化協會之諸運動遭到嚴重取締。

## 支部
該組織至1929年共有27個支部。包括以下：
| 名稱     | 成立日期  |
| -------- | --------- |
| 鳳山支部 | 1925年5月 |
| 大甲支部 | 1926年6月 |
| 曾文支部 | 1926年6月 |
| 虎尾支部 | 1926年8月 |
| 嘉義支部 | 1926年9月 |
| 麥藔支部 | 1927年1月 |
| 東湖支部 | 1927年2月 |
| 下營支部 | 1927年2月 |
| 小梅支部 | 1927年3月 |

| 名稱     | 成立日期  |
| -------- | --------- |
| 中壢支部 | 1927年3月 |
| 大屯支部 | 1927年4月 |
| 湖口支部 | 1927年6月 |
| 桃園支部 | 1927年7月 |
| 竹東支部 | 1927年7月 |
| 二林支部 | 1927年7月 |
| 中藔支部 | 1927年7月 |
| 斗六支部 | 1927年8月 |
| 屏東支部 | 1927年9月 |

| 名稱     | 成立日期   |
| -------- | ---------- |
| 內埔支部 | 1927年9月  |
| 竹山支部 | 1927年10月 |
| 三叉支部 | 1927年10月 |
| 彰化支部 | 1927年11月 |
| 番社支部 | 1927年11月 |
| 東石支部 | 1927年12月 |
| 大湖支部 | 1928年2月  |
| 高雄支部 | 1928年4月  |
| 員林支部 | 1928年8月  |

另外，還有在台灣民眾黨中的部眾，以及蘭陽農業組合、瑞芳農民協會、台灣農友組合、大甲農友協會、東港農工協會、岡山農民組合等分眾。

## 二一二事件的衝擊
1929年2月12日，臺灣總督府趁農曆年節慶期間，對全臺300多處駐點大規模突擊逮捕，史稱「二一二事件」，212事件中被捕者有59人，八人遭警察釋放，餘下的51人被控違反《治安維持法》，農組的主要成員包括：簡吉、陽春松、張行、陳德興、陳崑崙 等十三人被起訴違反《臺灣出版規則》，交付預審。1929年12月20日，原本被判四個月的簡吉被改判一年。212事件後，本來就受到諸多限制的臺灣農民組合終於成為了非法組織，其行動轉入地下化並更加的激烈化，最後在政府的強力鎮壓下被迫停頓其活動。

## 赤色救援會及二戰後的台共網路
簡吉出獄之後，繼續領導組合員成立「赤色救援會」，於1931年復遭政府破壞，簡吉亦遭日本政府關押達十年之久，至1941年方得獲釋。二戰後，簡吉由於參加了228事件時由張志忠領導的嘉南縱隊（臺灣自治聯軍），於1951年被國民黨政府槍決而犧牲。